# Papiamento
El papiamento es una lengua hablada en las Antillas Neerlandesas: las islas de Curazao (papiamentu, papiamento),  Bonaire (papiamen) y en Aruba (papiamento), todas forman parte del Reino de los Países Bajos. El papiamento es el idioma más hablado en las 3 islas.
Posee dos formas de escritura: la fonética, aplicada en Curazao y Bonaire, y la etimológica, basada en el idioma español, aplicada en Aruba. Papiamento (parlamento) proviene de papia, evolución del español y portugués coloquial "papear", voz onomatopéyica que, según el diccionario de la RAE significa balbucir, tartamudear, hablar sin sentido, lo cual a su vez deriva de "papa", que dicho diccionario define como expresión coloquial de tontería, vaciedad, paparrucha.
El papiamento es oficial en Aruba desde 2003 y en Bonaire y Curazao desde 2007. Tiene ortografía propia desde 1976. El texto más antiguo en papiamento es una carta del año 1775 de un judío de Curazao. Hay autores que piensan que, al menos la base lingüística, es más antigua. Hay diversas teorías sobre su origen. Lo que se puede definir es que el papiamento es un idioma que se desarrolló por sí mismo por el contacto entre los hablantes de diversos idiomas. Para comunicarse con otro se usaba este idioma como lengua general.
Se trata de una lengua criolla cuyo léxico probablemente procede del portugués principalmente, mezclada con palabras de origen español, inglés, francés, neerlandés, la lengua indígena arahuaca, y diversas lenguas africanas. El idioma estaría basado en un criollo africano-portugués que los esclavos llevaron de África, reforzado posteriormente con judíos sefardíes llegados de los enclaves neerlandeses del Brasil, y que ha ido evolucionando con el tiempo debido a las colonizaciones y la posición geográfica de las islas, recibiendo una mayor influencia del idioma español en especial, por su proximidad con territorios de habla hispana como Venezuela.

## Aspectos históricos, sociales y culturales

### Autonomía respecto al español y portugués
El papiamento no es una variedad de español ya que difiere significativamente en su gramática del español moderno, además incorpora una gran cantidad de léxico procedente del portugués y el holandés para los cuales el español moderno sigue conservando una forma patrimonial. Si bien su origen histórico se debe a hablantes en contacto con el español, parece haberse originado como un pidgin que se criollizó, de ahí que su gramática difiera de manera tan notable del español. Si su origen hubiera sido la evolución natural del español en las islas, sería una variedad equiparable a las demás del español de América, cuyas divergencias son debidas solo al proceso de cambio lingüístico natural, sin pasar por una fase de criollización.
Sin embargo, el papiamento, al menos en su forma escrita, tiene cierto grado de inteligibilidad con el español. El papiamento tiene léxico de procedencia portuguesa y española; sin embargo no por eso es directamente inteligible para los hablantes de estas lenguas, si no se habitúan a él. Su gramática es más similar a la de otros criollos afroportugueses: no existe, en general, la conjugación, solamente en participio pasado, y es más analítico que las lenguas romances (es decir, las ideas complejas se presentan mediante construcciones sintácticas más que por derivación o flexión morfológica).

### Variantes
El habla de Aruba, Bonaire y Curazao presenta diferencias menores, por lo que comúnmente se consideran dialectos o variedades de la misma lengua:
- Papiamento de Aruba (Papiamento)
- Papiamento de Bonaire (Papiamen)
- Papiamento de Curazao (Papiamentu)

### Historia
En 1634 ocuparon las islas los neerlandeses. La población era de 1415 indígenas y 32 españoles. En 1648 comenzó el flujo de esclavos negros que los portugueses llevaban de África y los colonos neerlandeses, del Brasil.
En 1795, la isla pasó a poder de los franceses; en 1800, fue protectorado británico y en 1802 volvió de nuevo a los Países Bajos. La lengua oficial impuesta fue el neerlandés, pero el papiamento es la lengua que usa la mayor parte de la población, configurada por esa oleada sucesiva de esclavos y colonos, limitando el neerlandés al lenguaje escrito y la comunicación con los colonos neerlandeses. Debido a los movimientos nacionalistas, poco a poco, el papiamento fue extendiéndose a la literatura así como a periódicos, radio, revistas, y sitios web.

## Descripción lingüística

### Gramática
Como en la mayoría de las lenguas criollas, los verbos en papiamento carecen de flexión, por lo que no se conjugan morfológicamente. Por consiguiente, tiempos, tonos, y relaciones de aspecto se expresan por el uso de partículas preverbales y otras construcciones analíticas. El orden de las palabras en la oración sigue el esquema Sujeto-Verbo-Objeto. Y contrariamente a sus principales lenguas dadoras –el español y el portugués– el papiamento hace uso común de los pronombres, y no realiza acuerdos de género.
El vocabulario del papiamento se deriva principalmente (por orden de importancia): del portugués, del español, del neerlandés, del inglés, del francés, y de las lenguas africanas. Un claro ejemplo es el de la tercera persona del pronombre plural, nan (probablemente de origen africano), igualmente utilizado como marcador del plural post nominal, ej. kas “casa” > kasnan “casas”. El papiamento se caracteriza también, tanto escrito como oral, por el uso de un discurso pasivo basado en el auxiliar (como es el caso en muchas lenguas habladas en Europa), lo que resulta de un fenómeno de descriollización a beneficio del neerlandés y del español. Algunos ejemplos: yo viviré - mi lo biba, 'lo' indica tiempo futuro, y se llama la partícula de tiempo, es decir, la parte de la oración que expresa la acción del verbo. Para expresar el tiempo presente, se utiliza ta (ta biba - yo vivo); para el tiempo pasado, se emplea a (pretérito definido) o tawata (préterito imperfecto): a biba, tawata biba - yo viví, había vivido/vivía, etc. En participio pasado: la casa pintada - e cas geverf.

### Alfabeto
| Alfabeto | Papiamentu (Curazao) | Papiamento (Aruba)   | Español                            |
| -------- | -------------------- | -------------------- | ---------------------------------- |
| Aa       | kas                  | cas                  | casa                               |
| Bb       | bisiña, brùg         | bisiña, brug         | vecino, puente bendecido           |
| Cc       | sènter               | center               | centro                             |
| Dd       | dilanti, dòkter      | dilanti, dokter      | delante, doctor                    |
| Dj/dj    | djis, indjan, djaka  | djis, indjan, djaca  | inmediatamente, indio, rata        |
| Ee       | edukashon            | educación            | educación                          |
| Ff       | fòrti, fout          | forti, fout          | fuerte, error                      |
| Gg       | garashi              | garashi              | garaje                             |
| Hh       | hap, hòfi            | hap, hofi            | bostezo, huerto                    |
| Ii       | isla                 | isla                 | isla                               |
| Jj       | ya, jamer!           | ya, pech!            | ¡sí,lástima!                       |
| Kk       | kantor, korànt       | kantoor, corant      | oficina, periódico                 |
| Ll       | lep, lat             | lip, laat            | labio, tarde                       |
| Mm       | mondi, muzik         | mondi, muziek        | monte, música                      |
| Nn       | nochi, na            | nochi, na            | noche, hacia/en                    |
| Ññ       | Spaña, gañadó        | Spaña, gañado        | España, mentiroso                  |
| Oo       | oloshi               | holoshi              | reloj                              |
| Pp       | prezu, pushi         | preso, pushi         | preso, gato                        |
| Rr       | rùstig/trankil       | rustig/trankil       | tranquilo, calmado, sereno         |
| Ss       | stilte, spar, spìl   | keto, spaar, spiel   | silencio, proteger/ahorrar, espejo |
| Tt       | turismo, te          | turismo, te          | turismo, hasta/té                  |
| Uu       | urgensha, eksponé    | urgencia, expone     | urgencia, exposición               |
| Vv       | vòs, bisibel         | vos, visibel         | zorro, visible                     |
| Ww       | wàk, kaya, wènkbrou  | wak, caya, wenkbrauw | ver, calle, cejas                  |
| Xx       |                      |                      |                                    |
| Yy       | yuna                 | yuna                 | ayunar                             |
| Zz       | sùit                 | zuid/suit            | sur                                |
| Vocales modificadas    | Papiamentu (Curazao) | Papiamento (Aruba) | Español                  |
| ---------------------- | -------------------- | ------------------ | ------------------------ |
| è                      | nèchi, lès, kèrk     | nechi, les, misa   | bonito, lección, iglesia |
| ò                      | kòpi                 | copi               | taza                     |
| ù                      | bùs, trùk            | bus, truck         | bus, camión              |
| ü                      | hür, yüni, yüli      | huur, juni, juli   | alquilar, junio, julio   |
| ij (pronunciación: ei) | rei, preis           | rey, prijs         | rey, precio              |

### Ejemplos de palabras y frases
- Bonbini!      	= portugués: Bem-vindo; español: Bienvenido.
- Bon dia		= portugués: Bom dia; español: Buen día/Buenos días.
- Bon tardi		= portugués: Boa tarde; español: Buenas tardes.
- Goede avond:          = (del neerlandés); español: Buenas noches
- Bon nochi		= portugués: Boa noite; español: Buenas noches.
- Mòru                  = neerlandés: Morgen; inglés: Morning; español: Mañana.
- Kon bai?/Kon ta ku bida? = portugués: Como vai?/Como está com a vida?; español: ¿Cómo te va?/¿Como está tu vida?
- Mi ta bon       	= portugués, Eu (mim) (es)tou bom/bem; español: Yo estoy bien

### Léxico
- Trankìl		= portugués: tranquilo; español: tranquilo.
- Kalor	                = portugués: calor/quente; español: calor/caliente.
- Danki                 = español: gracias; neerlandés: Dank U.
- Sòri                  = español: perdón; inglés y neerlandés: Sorry
- Dushi, Lèker           = portugués: doce, español: delicioso; neerlandés: lekker

Más palabras y frases simples:
- Bon tardi: portugués: Boa tarde, español: Buenas tardes
- Bon nochi: Buenas noches
- Danki: Gracias
- Kon bai: portugués: Como vai?, español: ¿Cómo estás?
- Mi ta bon: Yo estoy bien
- Ayó/doei: Chao
- Kuantor tin: ¿Qué hora es?
- Unda bo ta biba: ¿Dónde vives?
- Ami/di Mi: Yo/Mío/s
- Abo/Bo: Tú/tu
- E: él, ella, usted
- Di Dje: su, de él
- Nos: Portugués: nós; español: nosotros/-as
- Boso: Portugués: vós; español: vosotros/-as/sus
- Nan: ellos, ellas, ustedes
- Bon, ayo: Bueno, chao
- Nos tur: portugués: nós todos; español: todos nosotros
- Boso tur: portugués: vós todos; español: todos ustedes
- Nos dos: portugués:  nós dois; español: nosotros dos
- Mi por papia papiamentu: Yo puedo hablar papiamento
- Mi n' por papia papiamentu: No puedo hablar papiamento
- Mi stima Kòrsou: portugués: Eu "estimo" Curaçao; español: Yo amo a Curazao
- Mi kier/ke: Yo quiero
- Pabien: portugués: parabéns: Felicitaciones
- Pasa un bon dia: portugués: Passa um bom dia; español: Ten un buen día
- Hopi bon: ¡Muy bien!
- Poco poco: portugués: Pouco a pouco; español: Silenciosamente o lentamente
- Te aworo: Hasta luego
- sunchi: besar
- dushi: querido
- Dushi om: delicioso o grandioso
- Ku tur mi amor: Con todo mi amor
- Frei: Novio/a
- Hopi bon: Muy bien

Palabras para usar en las compras:
- Kuanto esaki ta kosta?: ¿Cuánto cuesta?
- Mi ta wak ront: Mirando alrededor
- Ban dal un trip: Vamos de viaje
- Banko/Bank: Banco
- Placa o heldu o sèn: Dinero
- Ki pelikula tin na sine?: ¿Qué película está en el cine?
- Kèts: Zapatillas
- Sapatu: portugués: sapato; español: zapato
- Den skol: En la escuela
- Mi tin sèt: portugués: (eu) tenho sede; español: tengo sed
- Mi tin hamber: tengo hambre
- Ban Kas: vamos a casa
- Botika: farmacia

Más palabras y frases:
- Bini aki: Ven aquí
- Ban sali: Vamos a salir
- Tur kos ta bon: Todo está bien
- Ban sigui: portugués; vamos seguir; español: continuemos, sigamos
- Ban kome: Vamos a comer, comamos
- Awa: Agua
- Awaseru: portugués: aguaceiro; español: aguacero/lluvia
- Lamper/wèrleik: Rayo, Relámpago
- Strena: Trueno
- Nubia: Nube
- Laman: La Playa, El Océano
- Tera: portugués: terra; español: tierra
- Mondi: El Campo
- Den Stad: En la Ciudad
- Na Waf/haf: En el Puerto
- Brùg: Puente
- Kuminda: Comida
- Pan: Pan
- Keshi: portugués: queijo; español: queso
- Piská: Pescado
- Belèg: Embutido, Corte Frío
- Léchi/mèlek: Leche
- Sòft: Refresco
- Mangel: Dulces, Caramelos
- Pastechi: portugués: pasteis. Similar a una arepa, pero se prepara usando harina más refinada.
- Suku: Azúcar
- Salu: Sal
- Pika: Pimienta

Nótese la dificultad de saber si una palabra o frase es de origen español, neerlandés o portugués.